# Peter Harum
Peter Harum (* 30. April 1825 in Graz; † 6. April 1875 in Wien) war ein österreichischer Rechtswissenschaftler und Hochschullehrer.

## Leben
Harum war der Sohn des Schulmanns Peter Harum (1799–1860). Er absolvierte ein Studium der Philosophie und Rechtswissenschaften an den Universitäten von Graz und Wien. In Wien wurde er 1845 zum Doktor der Philosophie und 1850 zum Doktor der Rechte promoviert. Von 1848 bis 1850 war er Konzeptspraktikant bei der Hofkammerprokuratur in Wien, bevor er 1850 einem Ruf als ordentlicher Professor an die Siebenbürgisch-Sächsische Rechtsakademie Hermannstadt und 1852 einem weiteren als ordentlicher Professor des österreichischen und allgemeinen deutschen Privatrechtes an die Universität Pest folgte. Diese verließ er 1860 aufgrund der damaligen politischen Verhältnisse.
Harum kam 1860 als Professor für österreichisches Zivilrecht und allgemeines deutsches Recht an die Universität Innsbruck. Dort war er 1862/1863 Dekan der rechtswissenschaftlichen Fakultät sowie 1863/1864 Rektor der Universität. Zudem betätigte er sich in Innsbruck politisch. Der als hervorragender Redner bekannte Harum gründete den Constitutionellen Verein in Innsbruck und wurde von der dortigen Handelskammer in den Tiroler Landtag gewählt.
Harum folgte 1870 einem Ruf als ordentlicher Professor des österreichischen Privatrechtes an die Wiener Universität. Schon vor der Berufung nach Wien war er Mitglied des österreichischen Unterrichtsrates. Er wurde außerdem Mitglied des Staatsgerichtshofes in Wien und zum Hofrat ernannt. Auch wurde er außerordentlicher Referent für die Juridische Fakultät in Wien im Unterrichtsministerium sowie Vizepräsident der rechtshistorischen Staatsprüfungskommission. Ein Rückenmarksleiden, dass schließlich zum Tod führte, zwang ihn, seine Tätigkeiten zunehmend einzuschränken. Er zog sich schließlich auf die Lehre an der Universität zurück. Als Hochschullehrer erfreute er sich großer Beliebtheit.

## Werke (Auswahl)
- Die Preß-Ordnung vom 27. Mai 1852 nebst jenen Bestimmungen des neuen allgemeinen Strafgesetzes welche auf Druckschriften Anwendung finden, Geibel, Pest 1852.
- Die gegenwärtige österreichische Preßgesetzgebung: systematische Darstellung und Erläuterung der gesetzlichen Bestimmungen über das Autorrecht und die Presspolizeigesetzgebung mit einer einleitenden Abhandlung über das Autorrecht im Allgemeinen, Manz, Wien 1857.
- Von der Entstehung des Rechts: ein Vortrag bei Gelegenheit der feierlichen Kundmachung der diesjährigen Preisaufgaben und Preisarbeiten, Wagner, Innsbruck 1863.
- Die erste Session des österreichischen Reichsrathes: drei Vorträge, gehalten am 28. Februar, 7. und 21. März 1863 im Ferdinandeum zu Innsbruck, Wagner, Innsbruck 1863.
- Der Entwurf eines Civilehegesetzes, Manz, Wien 1869.